# Enrique Alhambra
Enrique José Alhambra Mollar (Valencia, 9 de junio de 2004) es un deportista español que compite en natación adaptada. Ganó dos medallas de bronce en los Juegos Paralímpicos de París 2024.

## Palmarés internacional
| Juegos Paralímpicos | Juegos Paralímpicos | Juegos Paralímpicos | Juegos Paralímpicos              |
| Año                 | Lugar               | Medalla             | Prueba                           |
| ------------------- | ------------------- | ------------------- | -------------------------------- |
| 2024                | París (Francia)     | Medalla de bronce   | 100 mariposa S13                 |
| 2024                | París (Francia)     | Medalla de bronce   | 4 × 100 m libre (49 ptos.) mixto |